# Rajbari Sadar
Rajbari Sadar è un sottodistretto (upazila) del Bangladesh situato nel distretto di Rajbari, divisione di Dacca. Si estende su una superficie di 313 km² e conta una popolazione di 331.631  abitanti (dato censimento 1991).